# Pteromalus doryssus
Pteromalus doryssus är en stekelart som beskrevs av Walker 1847. Pteromalus doryssus ingår i släktet Pteromalus och familjen puppglanssteklar. Inga underarter finns listade i Catalogue of Life.